# Rafael Obligado
Rafael Obligado (Buenos Aires, 27 de gener de 1851 - Mendoza, 8 de març de 1920) va ser un escriptor, poeta i acadèmic argentí, pare del també poeta Carlos Obligado.

## Biografia

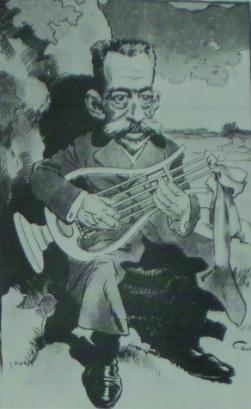
R. Obligado Caricatura de Cao.

Els seus pares Luis Obligado i Saavedra i María Jacinta Ortiz Urién eren de la classe patrícia, i li van brindar excel·lent educació. Va cursar estudis en el Col·legi Nacional de Buenos Aires. Va iniciar estudis en la Facultat de Dret, però els va abandonar ràpidament. La seva vocació ho va portar a l'estudi dels clàssics, antics i espanyols.
Conegut com "el poeta del Paraná" i pertanyent a la generació de 1880, va escriure poesia amb temàtica "gauchesca" però amb paraules "cultes", influït per la poesia francesa de finals del segle XIX. Va viure a casa dels pares fins que es va casar als 35 anys, el 1886. Tres anys més tard, en 1889, li van nomenar corresponent de l'Acadèmia Espanyola.
La seva obra més important, és el "Santos Vega".
Va ser un dels fundadors de la Facultat de Filosofia i Lletres (Universitat de Buenos Aires); conseller i vicedegà en diverses oportunitats; rebent en 1909, el doctorat honoris causa.